# Tekadi
Tekadi es una ciudad censal situada en el distrito de Nagpur en el estado de Maharashtra (India). Su población es de 13741 habitantes (2011). Se encuentra a 34 km de Nagpur.

## Demografía
Según el censo de 2011 la población de Tekadi era de 13741 habitantes, de los cuales 7077 eran hombres y 6664 eran mujeres. Tekadi tiene una tasa media de alfabetización del 83,89%, superior a la media estatal del 82,34%: la alfabetización masculina es del 90,22%, y la alfabetización femenina del 77,14%.